# Батый
Баты́й или Бату́ (посмертное имя — Саин-хан; ок. 1209—1256) — хан Улуса Джучи (1227—1256). Второй сын Джучи, внук Чингисхана. Фактический основатель Золотой Орды.
Аутентичным является имя Бату, однако следуя русским летописям в русской историографии утвердилось имя Батый. Исследователи-ориенталисты используют имя Бату, которое также стали использовать и современные историки-медиевисты. В 1227 году после смерти отца Бату стал правителем Улуса Джучи и в этом же году после смерти Чингисхана был признан старшим среди чингизидов второго поколения. Решением курултая 1235 года Бату было поручено завоевание территорий на северо-западе, и он возглавил поход против половцев, Волжской Булгарии, русских княжеств, Польши, Венгрии и Далмации.

## Происхождение
Бату был вторым сыном Джучи, старшего из сыновей Чингисхана. Согласно Рашид-ад-Дину всего у старшего Чингизида было около 40 сыновей. Бату был вторым из них по старшинству после Орды-Ичена (правда, Буал и Туга-Тимур тоже могли оказаться старше, чем он). Его мать Уки-фуджин происходила из племени хунгират и была дочерью Ильчи-нойона.
При рождении сын Джучи и Уки-фуджин получил имя Бату, образованное от монгольского «бат» — «крепкий, прочный, надёжный», — и ставшее традиционным именем-благопожеланием. В русских летописях закрепилась видоизменённая форма — Батый, перешедшая и в некоторые европейские источники, в том числе в Великопольскую хронику и в записки Плано Карпини; она могла появиться под влиянием более знакомых летописцам тюркских имён — в частности, под 1223 годом в Тверской летописи упоминается половецкий хан Бастый.
Точная дата рождения Бату неизвестна Историки дают разные оценки. В. В. Бартольд относит рождение Бату к «первым годам XIII века», Р. Ю. Почекаев считает наиболее предпочтительным вариантом 1209 год, Ю. В. Селезнев — 1208 год.

## Во главе Улуса Джучи
В 1224 году Чингисхан выделяет своим сыновьям улусы и старшему сыну Джучи достаются все степные пространства к западу от реки Иртыш, как входящие в Монгольскую империю на тот момент, так и те, которые ещё предстояло завоевать.
По воле Чингисхана в 1227 году после смерти Джучи его улус перешел к его старшим сыновьям Орду и Бату. Орду на правах старшего должен был унаследовать трон, однако он отказался от него в пользу своего брата Бату. Удельным владением Орду стало Прииртышье, а Бату же предназначались ещё не завоеванные земли на западе. В 1229 году после смерти Чингисхана на курултае Угедей был избран кааном. Присутствующий на курултае восемнадцатилетний Бату после его завершения не вернулся в свой улус, а остался при каане. По воле нового каана часть земель Улуса Джучи отошла к нему самому (в Сибири), а часть к Чагатаю (в Средней Азии). В 1230—1234 годах Бату вместе с Угедэем участвовал в войне против китайской империи Цзинь и на курултае 1235 года Джучидам был выделен округ Пинъянфу в провинции Шаньси, доходы с которого должны были поступать в их казну.

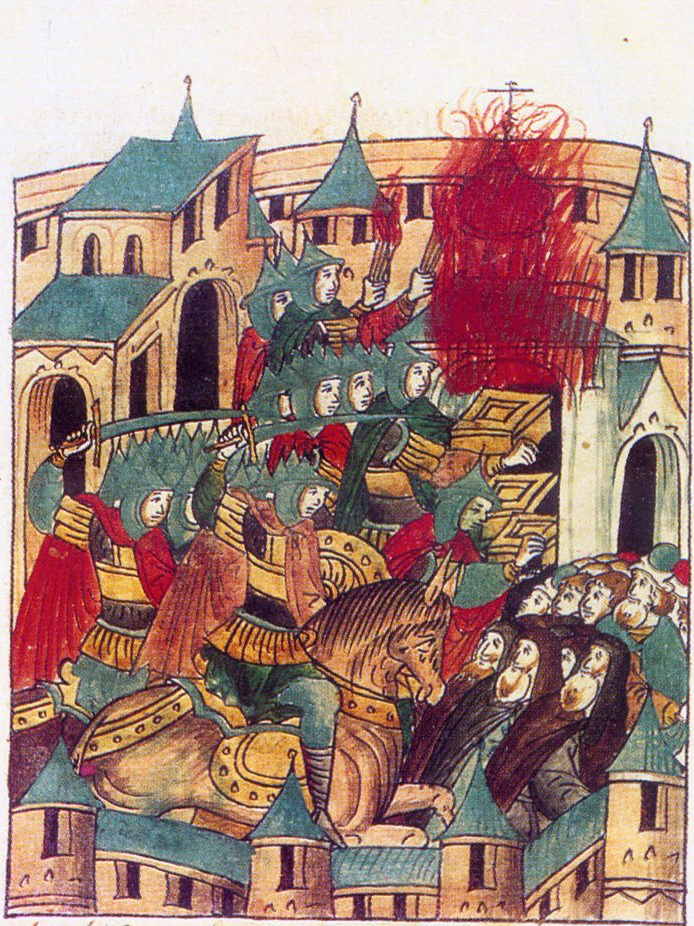
Разорение Суздаля монголами

В 1236—1243 годах Бату официально возглавил общемонгольский Западный поход, в результате которого были завоёваны: зимой 1236 года Волжская Булгария, летом-осенью 1236 года — Мордовия, в 1237—1238 годах — Северо-Восточная Русь, в 1239 году — Причерноморье, Крым, в
1240—1241 — Юго-Западная Русь. Бату лично командовал штурмом городов: Рязань, Владимир-Залесский, Тверь, Торжок, Козельск, Киев, Каменец, Владимир-Волынский, Галич.
В 1241—1242 годах Бату предпринял поход в Польшу и Венгрию. В этом походе не участвовали войска Мунке, Гуюка и Бури.
Бату возглавлял вторжение в Венгрию и командовал штурмом Пешта и Стригония. Разработал и осуществил план битвы при реке Шайо в 1241 году, в которой венгерский король Бела IV потерпел крупное поражение. Под руководством Бату монголы прошли Венгрию, Хорватию, Далмацию, Боснию, Сербию и Болгарию.
По результатам военных кампаний 1236—1242 годов непосредственно в состав Улуса Джучи вошли Западный Дешт-и Кипчак, Волжская Булгария, Крым, территория современной Башкирии и частично Северный Кавказ. Русские земли, Болгария, Валахия, Сербия, и некоторые области Венгрии признали вассальную зависимость от Улуса Джучи. После расширения улуса, в согласии с традиционным устройствам кочевых государств, по инициативе Бату правление в западной и восточной частях Улуса Джучи стало раздельным. Были образованы два фактически автономных крыла — Кок-Орда и Ак-Орда. Границей между ними стал Яик. Стационарным центром западного крыла стал город Булгар, а сам Бату поселился в Поволжье. Ставка правителя восточного крыла Орду располагалась в Восточном Казахстане между горами Тарбагатая и верховьями Иртыша.
Во время междуцарствия, начавшегося в 1242 году со смертью каана Угедея, Бату сильно укрепил свою власть. Так, право выдачи ярлыка на правление и пайцзы вассально зависимым правителям всегда было только у каана. Во время же правления регентши Туракин-хатун Батый стал выдавать ярлыки на правление в недавно присоединенных к западной части империи территориях. При этом сюзереном этих правителей становился Батый.
Юридическое оформление зависимости русских земель началось зимой 1242—1243 года с отправки требования явиться к Бату с личным визитом одновременно трем главным русским князьям — Ярославу Всеволодичу, великому князю владимирскому, Даниилу Романовичу, князю владимиро-волынскому и галицкому, и Михаилу Всеволодовичу, князю черниговскому. Каждый из них незадолго до этого владел номинальной столицей всей Руси — Киевом. Вопрос стоял как в признании ими зависимости, так и кого из них утвердить киевским князем и главным среди русских князей. Даниил и Михаил уклонились от визита к Бату, а Ярослав в 1243 году отправился к Бату и получил «старейшинство» среди всех русских князей. Так как в 1243 году Гуюк ещё не был утвержден в качестве преемника Угедея, то в Каракорум поехал сын Ярослава Константин. Самого Ярослава Бату направит к великоханскому двору в 1246 году, когда вопрос о коронации Гуюка станет делом решённым. Даниил Романович отправился в ставку Бату осенью 1245 года после получения требования от монгольского полководца Моуци отдать Галич. Когда Даниил появится при дворе Бату, тот начнет беседу с упрека: «Данило, чему еси давно не пришелъ?». За Даниилом были утверждены его владения, включая Галицкую землю. Михаил Всеволодич отправился в ставку правителя Улуса Джучи летом 1246 года, просить «волости своей» (то есть Чернигова), но после отказа поклониться идолу Чингизхана был по приказу Бату убит. Причем невыполнение требуемого обряда, по свидетельству Плано Карпини, являлось только поводом, который монголы использовали для расправы.
В 1242 году грузинская царица Русудан по требованию Бату направила к нему своего сына Давида, признавшего сюзеренитет монголов. 1243 году султан Румского (Сельджукского) султаната Гийас ад-Дина Кей-Хосров II после разгрома своей армии при Кёсёдаге войсками нойона Байджу признал себя вассалом правителя Улуса Джучи Бату. Бату выдал султану соответствующие ярлык и пайцзу и в 1240—1250-е годы являлся фактическим
сюзереном Сельджукского султаната. Этот сюзеренитет над Сельджукским султаном сохранялся лишь в период правления Бату. Его преемники в Золотой Орде уже не имели никакой власти над Анатолией, так как она перешла в подчинение Хулагу. В 1245—1246 годах для выражения Бату вассальной зависимости и получения ярлыка на княжение в Орде также побывали Константин Всеволодович Ярославский, Борис Василькович Ростовский, Глеб Василькович Белоозерский, Святослав Всеволодович Суздальский, Иван Всеволодович Стародубский. В 1254 году у Бату побывал
армянский царь Хетум.

## Взаимоотношения с имперским центром
В 1242 году умер каан Угедей. Процедура возведения на престол преемника была долгой и сложной. Сначала шел длительный процесс согласования кандидатуры. Требовалось признание этой кандидатуры всеми членами золотого рода. Потом созывался курултай, на котором происходило восшествие на престол, во время которого все члены золотого рода совершали ритуал, подтверждающий их покорность новоизбранному каану. С момента смерти каана и созывом курултая проходило несколько лет и в это время правительницей считалась его вдова.
Со смертью Угедея в Монгольской империи начался политический кризис, который продолжался вплоть до избрания кааном Менгу в 1251 году. Кризис был вызван равенством сил претендентов на престол. Краеугольным камнем этого кризиса было противостояние правителя Улуса Джучи Бату и «центрального монгольского правительства» в лице сначала регентши Туракин-хатун, потом Гуюка и далее его вдовы регентши Ойгул-Гаймыш.
После смерти Угедея в 1242 году регентшей Монгольской империи стала его вдова Туракин-хатун. Политическая власть регентши Туракин-хатун была слабой, чем воспользовался Бату и существенно расширил свое влияние за счет недавно завоеванных территорий. Он устанавливает сюзеренитет над Русскими землями и в 1243 году выдает ярлык на великокняжеское правление владимирскому князю Ярославу Всеволодичу без согласования с имперским центром. Бату распространяет свое влияние на Армению. По его приказу Аваг Мхардзели получает обратно свои земли в Армении, отнятые ранее по приказу нойона Байджу. Грузинская царица Русудан прекращает переговоры о мире с Байджу и отправляет к Бату своего сына Давида Нарина у которого он получает инвеституру на грузинский трон.
1243 году султан Румского (Сельджукского) султаната Гийас ад-Дина Кей-Хосров II после разгрома своей армии при Кёсёдаге войсками нойона Байджу стремясь ослабить свою зависимость от Байджу и центральной власти признал себя вассалом правителя Улуса Джучи Бату. Бату выдал султану соответствующие ярлык и пайцзу.
Угэдей при жизни назначил своего преемника — внука Ширемуна. Хранитель Ясы Чагатай (брат Угедея) готов был выполнить его волю, однако сам умер в этом же году. После его смерти ака Чингизидов (старшим в роду) стал Бату. На великоханский престол стало претендовать сразу пять кандидатов: Ширемун по завещанию Угедея; Гуюк как сын Угедея при активной поддержке своей матери регентши Туракин-хатун; Бату как ака рода Чингизидов и носитель родовой харизмы, как глава многочисленного клана Джучидов и как самый влиятельный человек в империи; Менгу в силу популярности в войсках и поддержке своей матери Соркуктани-беги, второй по влиянию после Туракин-хатун; Тэмугэ-отчигин как представитель поколения борджигидов и младший брат Чингисхана. В 1242 году из борьбы за престол выбыли Ширемун и Тэмугэ-отчигин, а Бату и Менгу объединились в борьбе против Гуюка.
На курултае 1246 года кааном был избран Гуюк. Несмотря на давнюю вражду, Бату поддержал его избрание через отправленных на курултай братьев. Соправителем нового каана стал Бату.
В первое время после своего избрания Гуюк, также как и Туракин-хатун, не вмешивался во внутренние дела Улуса Джучи. Однако потом он начал ограничивать власть Бату. Для этого Гуюк в каждом из вассальных государств, которые получили ярлык от Бату, назначал двух правителей, один из которых пользовался его поддержкой, а второй был сторонником Бату. Так на Руси было назначено два великих князя: в Киеве Александр Ярославич (Невский), сторонник Бату, а во Владимире его брат Андрей Ярославич, ставленник Гуюка. Два грузинских царя — Улу Давид и его двоюродный брат Давид Нарини, два сельджукских султана — братья Изз ад-Дин Кей-Кавус II и Рукн ад-Дин Килич-Арслан IV. Эти действия ослабили контроль Бату над Русскими землями и подорвали его позиции на Кавказе и Малой Азии. Через некоторое время наместники Бату были вытеснены из владений в Иране, которые были переданы ему Угедэем.
После того, как Гуюк стал великим ханом, произошёл раскол между потомками Угедея и Чагатая, с одной стороны, и потомками Джучи и Толуя, с другой. Гуюк выступил в поход против Батыя, но в 1248 году, когда его войско находилось в Мавераннахре близ Самарканда, он неожиданно умер. По одной из версий, он был отравлен сторонниками Батыя. Среди последних был и лояльный Батыю Мунке (Менгу), участник Европейской кампании 1236—1242 годов, который и был избран следующим, четвёртым, великим ханом в 1251 году. Для его поддержки против наследников Чагатая Бату прислал под Отрар своего брата Берке со 100-тысячным корпусом темника Бурундая.

## Укрепление улуса

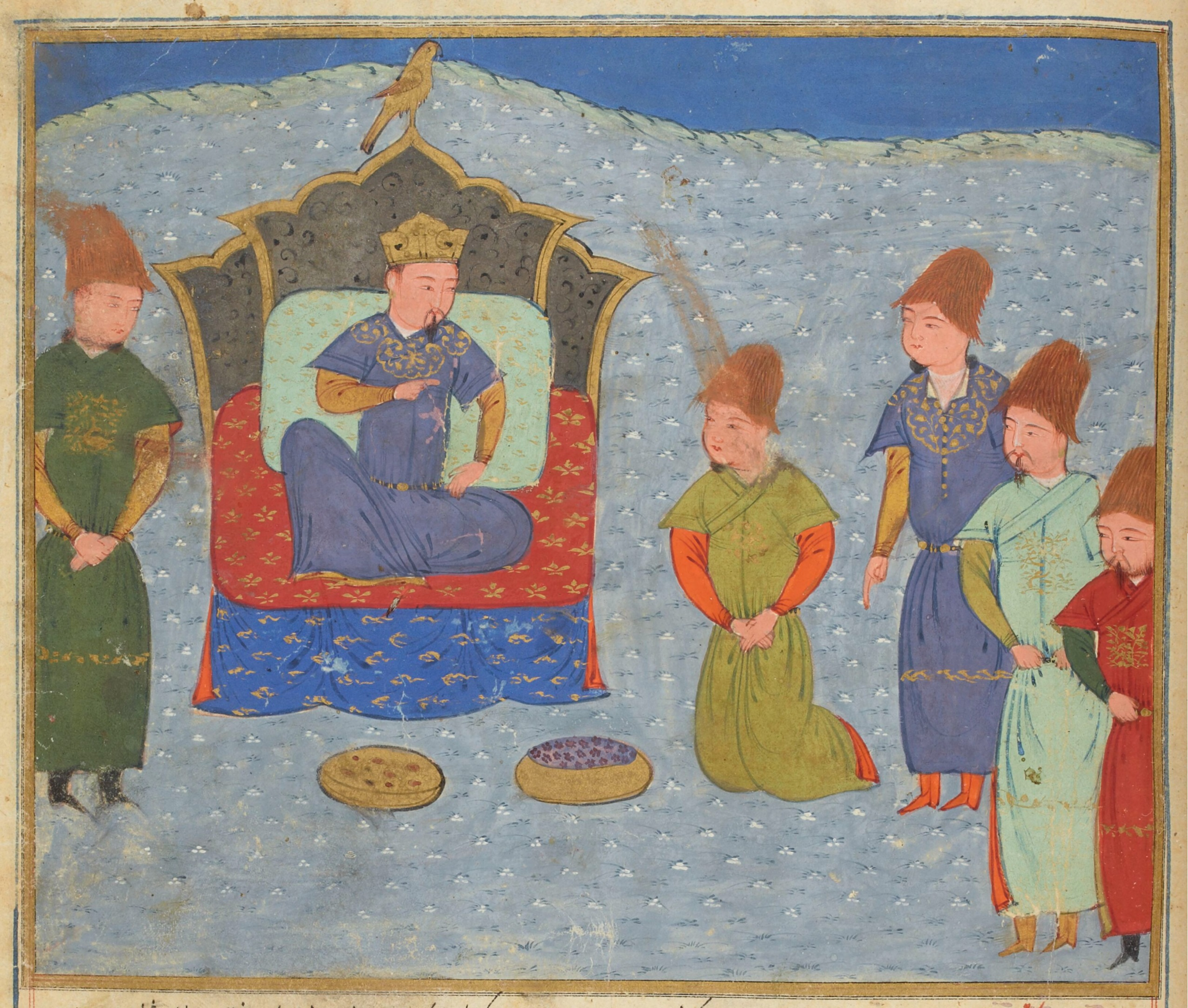
Бату на троне Золотой Орды

В 1246 году Ярослав был послан Бату в качестве полномочного представителя на курултай в Каракорум и там отравлен сторонниками Гуюка. Сыновья Ярослава — Андрей и Александр Невский также отправились в Орду, а из неё в Каракорум и получили там первый Владимирское княжение, а второй — Киев и Новгород (1249 год). Андрей стремился противостоять монголам, заключив союз с сильнейшим князем Южной Руси — Даниилом Романовичем Галицким. Это привело к ордынскому карательному походу 1252 года. Монгольское войско во главе с Неврюем разбило Ярославичей Андрея и Ярослава. Ярлык на Владимир решением Бату был передан Александру.
У тестя и союзника Андрея — Даниила Галицкого поначалу отношения с Бату складывались по-другому. Даниил изгнал из своих городов ордынских баскаков и нанёс поражение ордынскому войску во главе с Куремсой в 1254 году. Однако и он был вынужден подчиниться Орде, выделив войска в 1258 году для похода на Литву, а также в 1259 году по приказу темника Бурундая срыл все укрепления и снова выделил войска для похода на Польшу.

## Смерть
Бату умер не ранее 1255 года. Рашид ад-Дин датирует его смерть 1252/1253 годом, но это явная ошибка, так как в это время Бату не только был жив, но и вёл весьма активную политическую деятельность. Также известно, что Хулагу, который по приказу Мункэ выступил против багдадского халифа, двинулся на Ближний Восток только после смерти Бату. Согласно современнику Батыя Джувейни, это произошло только в 654 году хиджры, то есть в 1256/1257 году. Армянский хронист Киракос Гандзакеци сообщал, что Бату скончался только в 1256 году. Более поздние персидские историки Хамдаллах Казвини и Шараф ад-Дин Йезди определённо датировали смерть Бату 654 годом хиджры (то есть 30 января 1256 — 18 января 1257). Кроме того, сельджукский историк Ибн Биби, создававший свой труд в середине восьмидесятых годов XIII века, сообщал, что в 1256 году Бату послал «большое войско для освобождения султана Изз-ад-дина». Таким образом достоверно известно, что в 1256 году Бату всё ещё был жив.
Несмотря на это, в некоторых русских летописях (например, Тверской летописи и Московском своде) в качестве года смерти Батыя указываются 1246/1247 или 1247/1248 годы. Эта датировка появилась под влиянием Повести об убиении Батыя — литературного памятника XVI века, в котором венгерский король убивает Батыя и свою сестру-изменницу, перешедшую на сторону монголов.
Причины смерти Бату неясны, что оставляет простор для разнообразных гипотез — от отравления до естественной кончины от ревматического недуга. Законным наследником должен был стать его сын Сартак, который находился в это время в Монголии, при дворе Мунке-хана. Однако по пути домой Сартак неожиданно скончался, и ханом был провозглашён малолетний Улагчи — другой сын Бату (по другим данным, сын Сартака, внук Бату), также вскоре умерший.

## Посмертный титул
Среди монгольских и тюркских народов Бату остался в памяти под именем Саин-хан («Добрый Хан»). При этом ни в одном источнике, созданном при жизни Батыя (в «Сокровенном сказании», у Рогерия, Бенедикта Поляка, Плано Карпини или де Рубрука) это имя ещё не встречается. Историки, которые были современниками Батыя (например, Джузджани или Джувейни) тоже не упоминают его как «Саин-хана».
В связи с этим британский исследователь Дж. Э. Бойл высказал предположение, что загадочное имя «Саин-хан» могло быть посмертным титулом Батыя, поскольку средневековые монгольские правители избегали упоминать личные имена своих покойных предшественников. Со временем этот посмертный титул Батыя, который, по мнению некоторых историков, отражал его нравственные качества, превратился в своеобразную альтернативу его имени и даже начал встречаться в официальных документах.

## Вероисповедание
В «Тарих-и джахангушай» («История мирозавоевателя») Джувейни, написанной в XIII веке сказано, что Бату «не придерживался никакой веры и секты». Согласно персидскому историку XIV века Вассаф аль-Хазрату Бату принял христианство, хотя и не отличался фанатизмом.
Нидерландский писатель XVI века Альберто Кампензе написал письмо папе Клименту VII о делах Московии, в которой он никогда не был, но собрал сведения из рассказов своего отца, брата и других торговавших с Московией купцов, в котором убеждал папу в необходимости содействовать объединению церквей. В этом письме им рассказываются подробности из жизни Батыя, в том числе и о принятии им мусульманской веры.

## Семья
Согласно Гийому Рубруку, у Бату было 26 жён. Из сыновей Бату известны:
- Сартак (его наследник; христианин-несторианин по вероисповеданию),
- Тукан,
- Абукан
- и, по некоторым данным, — Улагчи.

## Память
- В Астане есть улица, названная в честь Бату[41]. Подобная улица есть и в Улан-Баторе.

## Образ в искусстве
Скульптуры

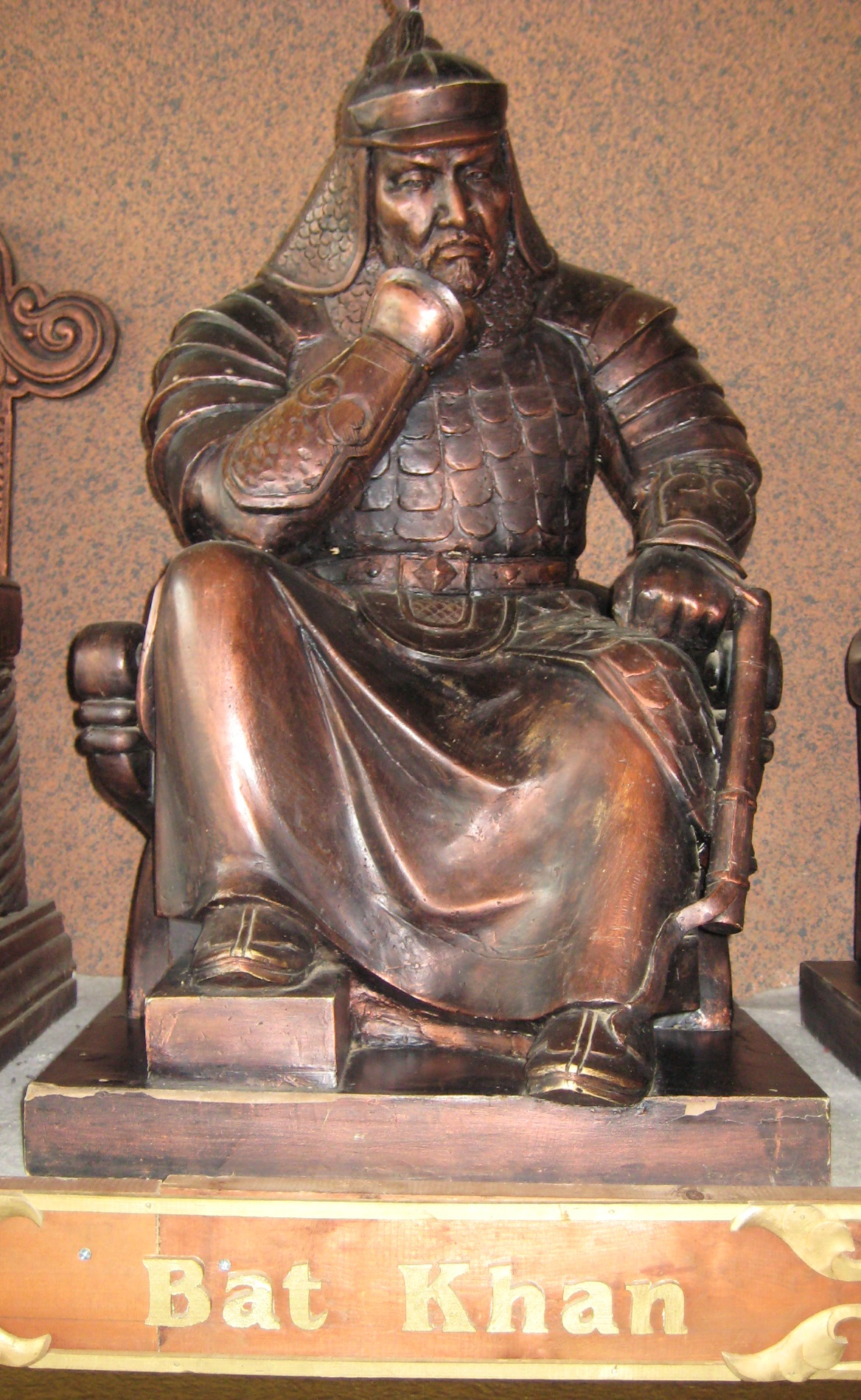
Статуя Бату-хана. Отель Монголия[англ.], Гачуурт, Баянзурх, Улан-Батор
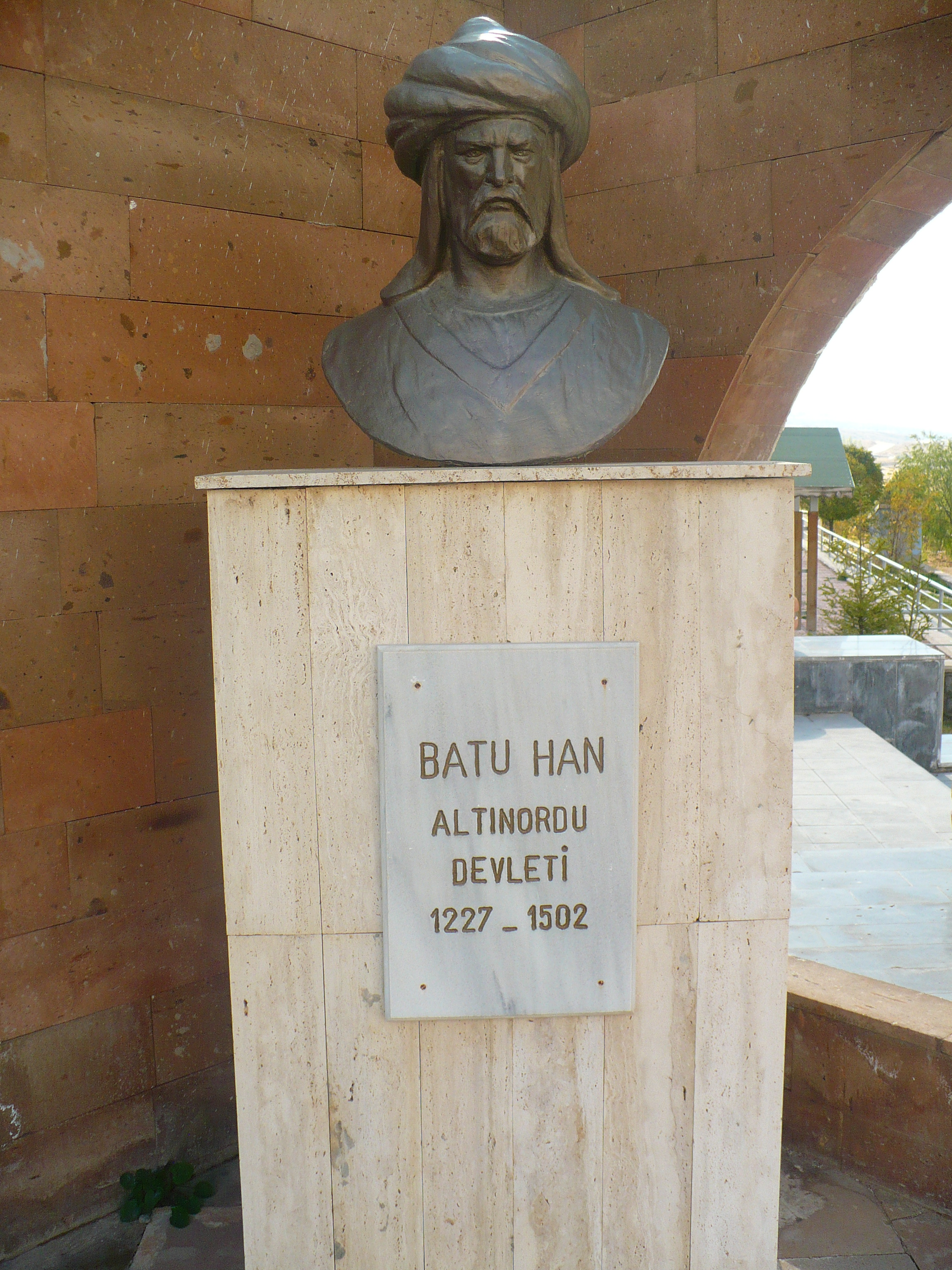
Бюст Бату как одного из основателей 16 Великих тюркских империй, части «Памятника турецкости» (Türklük Anıtı) в Кайсери (открыт в 2000 г., фото 2012 г.)

В литературе
- Бату-хан является одним из персонажей рассказа Василия Нарежного «Михаил» из цикла «Славенские вечера»;
- Бату-хан стал эпизодическим персонажем романа В. Г. Яна «Чингиз-хан» (1939) и одним из центральных героев его же романов «Батый» (1942) и «К „последнему“ морю» (1955).
- Он действует в романах А. К. Югова «Ратоборцы» (1944—1948) и Исая Калашникова «Жестокий век» (1978).
- Батый является героем предания Владимира Короткевича «Лебединый скит» (1950-е).
- Последний день Батыя занимает значительное место в книге «Шестиглавый айдахар» — первой части трилогии Ильяса Есенберлина «Золотая Орда» (1979—1983).

В кино
- «Татары» (1961) — показан под именем «Тогрул»[источник не указан 304 дня].
- «Монголы» (1961) — показан под именем «Чингис-хан»[источник не указан 304 дня].
- «Даниил — князь Галицкий» (1987) — в роли Нурмухан Жантурин[источник не указан 304 дня].
- «Житие Александра Невского» (1991) — в роли Асанбек Умуралиев[источник не указан 304 дня].
- «Легенда о Коловрате» (2017) — в роли Александр Цой[источник не указан 304 дня].
- «Король Данило» (2018) — в роли Ринат Хайруллин[источник не указан 304 дня].
- «Злой город» (2025) — в роли Василий Борисов[42].

В мультипликации
- «Сказ о Евпатии Коловрате» (1985) — «Союзмультфильм». Бату является антагонистом главного героя мультфильма[источник не указан 304 дня].

## Комментарии
1. ↑  Политическое устройство Монгольской империи включало в себя традиции кочевой государственности, в том числе и институт соправительства. Государство делилось на две части (два крыла) и правитель западной части подчинялся правителю восточной. В функции западного правителя входило управление населением и командование войсками без права наследования трона. Этот статус распространил власть Бату на все западные территории империи (Трепавлов, 2018, с. 115—116) (Трепавлов, 2016, с. 142—143)
2. ↑  Возможно, Батый умер от наследственного заболевания ревматического характера. Согласно Рашид ад-Дину, эта болезнь была распространена в монгольском племени конгратов. Страдали ею и те Чингисиды, в чьих жилах текла кровь представительниц этого племени (например, Угэдэй и несколько сыновей Толуя). Бату, который был сыном Уки-фуджин и внуком Бортэ, также жаловался на боли в суставах и онемение ног. Вильгельм де Рубрук, который встречался с Бату в последние годы его жизни, упоминал о красноватых пятнах, которые были видны на лице Бату во время их первой встречи. Подобные пятна являются одним из симптомов ревматического заболевания.
3. ↑  
«
Он (Бату) был государем, который не придерживался никакой веры и секты, он их считал только способом познания божества и не был последователем ни одной из сект и религиозных учений» (Джувейни, 1941)
4. ↑  
«Хотя он (Бату) был веры христианской, а христианство это противно здравому смыслу, но (у него) не было наклонности и расположения ни к одному из религиозных вероисповеданий и учений, и он был чужд нетерпимости и хвастовства» (Вассаф, 1941)
5. ↑  «
Отец этого Тамерлана известен у нас в Истории под именем Батыя; на Татарском же языке называется Занка (Zanca). Во время Иннокентия IV вошел он северным берегом Меотийских болот с огромным войском в Европу и, завоевав сперва северо-восточную Русь, разрушил богатейший город Киев (Chiovia), разбил поляков, силезцев (Sletii) и моравов и, наконец, устремился на Венгрию, которую разорил вконец и привел чрез то в ужас и трепет весь христианский мир. До него все татары были идолопоклонники. Он первый, по убеждению сарацинов, принял магометанскую веру. — и потомки его досель пребывают упорными последователями сего учения. Может быть, они были бы христианами, если бы Христос имел таких ревностных священников и епископов, каких имеет Магомет» (Кампензе, 1836)